# Triángulo suní

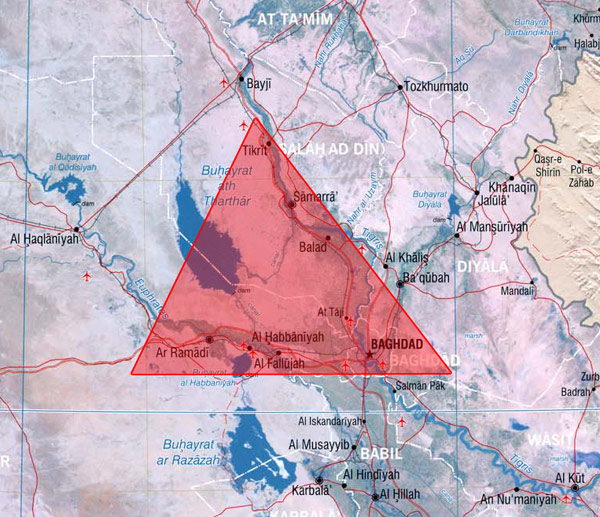
Mapa del denominado Triángulo Suní

El Triángulo Suní se refiere a una expresión utilizada por los países occidentales para describir a una zona geográfica en Irak situada al noroeste de Bagdad, en el área central del país. Los vértices del triángulo son Bagdad, Ramadi y Tikrit y en el interior del mismo quedan ciudades como Faluya y Samarra. Tikrit es un feudo de Saddam Hussein, el presidente de Irak derrocado por la invasión de Irak de 2003.
La población de esta zona es mayoritariamente de religión musulmana sunita, en la cual se ha asentado la mayor parte de resistencia iraquí en contra de la ocupación del ejército de Estados Unidos y sus aliados.
La zona no tiene un claro sentido geográfico, ni político sino es el nombre dado por los extranjeros, en particular del ejército estadounidense invasor y los periodistas que describían los sucesos de la invasión y la posterior ocupación de Irak en 2003.